# NGC 954
NGC 954 je galaksija u zviježđu Eridan.

## Vanjske poveznice
- SEDS: NGC 954